# فرودگاه شریف الادریسی

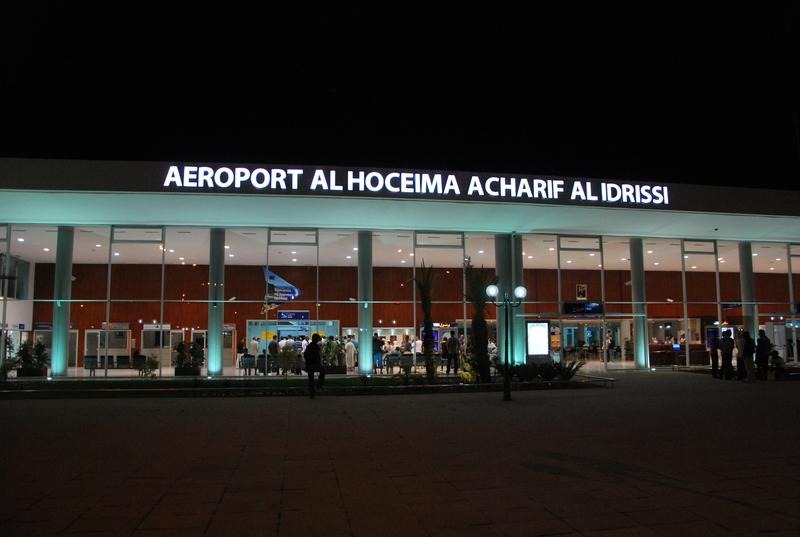
Cherif Al Idrissi Airport 2011-07-30فرودگاه شریفی الادریسی-2011

فرودگاه شریف الادریسی (به انگلیسی: Cherif Al Idrissi Airport) یک فرودگاه همگانی با کد یاتا AHU است که یک باند فرود آسفالت دارد و طول باند آن ۲۵۰۰ متر است. این فرودگاه در شهر حسیمه کشور مراکش قرار دارد و در ارتفاع ۲۹ متری از سطح دریا واقع شده‌است.

## شرکت‌های هواپیمایی و مقصدهای پروازی
| شرکت‌های هواپیمایی       | مقصدهای پروازی                                        |
| ----------------------- | ----------------------------------------------------- |
| بروکسل ایرلاینز         | چارتر: بروکسل                                         |
| Corendon Dutch Airlines | اسخیپول آمستردام                                      |
| هواپیمایی پادشاهی مراکش | اسخیپول آمستردام، بروکسل، محمد پنجم، Tanger، سنیا رمل |
| سان‌اکسپرس دویچلند       | فصلی: اسخیپول آمستردام                                |
| ترانساویا.کام           | چارتر: اسخیپول آمستردام، روتردام دی‌هیگ                |
| TUI fly Belgium         | فصلی: بروکسل جنوب شرلروآ                              |